# 모하메드 아키드
모하메드 알리 아키드(아랍어: محمد علي عقيد , Mohamed Ali Akid, 1949년 7월 5일 ~ 1979년 4월 11일)는 튀니지의 전 축구 선수이다. 선수 생활을 CS 스팍시앙에서 보냈고 튀니지 축구 국가대표팀에 52경기 출전, 15골을 기록했다. 튀니지에서 뛰던 그가 처음으로 튀니지를 벗어나 사우디아라비아의 리야드에 있는 클럽 나스르 리야드에서 비시즌간 훈련을 받던 도중 4월 11일 번개를 맞고 숨을 거두었다. 그의 죽음을 놓고 유족들과 권력간의 갈등이 일어났다. 혁명 이후인 2012년 7월 18일 아키드의 유족들은 아키드의 부검을 요청했고 그 결과 2발의 총상이 확인되었으며 그의 아들은 사우디아라비아의 왕세제 나이프 빈 압둘아지즈 알 사우드의 연루를 확인할 수 있었다.